# Jérôme Accoramboni
Pour les articles homonymes, voir Accoramboni.
Jérôme Accoramboni (en italien : Gerolamo ou Girolamo ou Hieronymi Accoramboni ou Accoromboni) est un médecin italien né à Gubbio en Ombrie en 1469 et mort à Rome le 21 février 1537.

## Biographie

### Vie personnelle
Quatrième fils de Filippo Accoramboni, il épouse Agnesina Degli Ubaldini dont il aura 3 enfants dont :
- Fabio sera lecteur de droit civil à l'Université de Padoue[2].
- Claudio épousera Tarquinia Paluzzi Albertoni en 1549. Ils auront eu 11 enfants dont Vittoria Accoramboni (1557-1585) dont la vie inspirera Stendhal (Vittoria Accoramboni) et John Webster (The White Devil)[3].

Jérôme Accoramboni est le père ou le grand-père de Felice Accoramboni.

### Vie professionnelle
Jérôme Accoramboni se consacre à la médecine contre la volonté de son père qui le destinait au barreau et fait ses études de philosophie à l'université de Pérouse où il se distingue rapidement malgré son jeune âge (vers 1491). En 1496, il est lecteur de philosophie à Padoue avec pour maître Antonio Fracanzano : il est possible que le Tractatus proportionalitatum Domini Antonii Fracantiani Vicentini de celui-ci soit en fait de la main d'Accoramboni,.
De 1505 à 1515, il occupe la 1re chaire de médecine de l'université de Pérouse.
Ses compatriotes le députent en 1516 comme « ambassadeur d'obédience » auprès du pape Léon X qui se l'attache en qualité d'archiatre et lecteur. Il guérit le futur cardinal Pietro Bembo d'une grave maladie et entre en polémique avec un autre médecin du pape, Bartolomeo da Pisa, au sujet d'un livre que celui-ci a écrit contre lui en 1519 : Apologia quorumdam a se dictorum et ab Hieronymo de Eugubio impugnatorum, cum clara declaratione illorum Avicennae verborum quorum fuit contentio.
À la mort de Léon X, il occupe la même charge auprès de Clément VII.
Jérôme Accoramboni voit sa maison brûlée et perd toute sa fortune lors du sac de Rome par les troupes du connétable de Bourbon en 1527, et accepte alors la chaire de médecine que la république de Venise lui offre à Padoue. « Son traitement fixé tout d'abord à 760 écus d'or, fut porté dès l"année suivante à 800 écus. »
Le pape Paul III le rappelle auprès de lui en septembre 1536 pour enseigner à l'Université romaine mais Accoramboni meurt peu de temps après.

## Homonymie
Il existe un « Jérôme Accoramboni », oncle d'Antonio Benevoli, professeur de chirurgie à Florence. Mais ce dernier est né en 1685 à Castello delle Preci dans le duché de Spolète et n'est pas contemporain du « Jérôme Accoramboni » de cet article.

## Œuvres
- (la) Girolamo Accoramboni, Tractatvs De Pvtredinae Excellentissimi Philosophi Et Medici cinsumatissimi. D. Hieronymi Acoramboni Eugubij ordinarij practicae medicinae in gymnasio Patauino, de Ariuabenis, 1534 (lire en ligne).
- (la) Girolamo Accoramboni, Tractatus de Lacte, Petreius, 1538 (lire en ligne).
- (la) Girolamo Accoramboni, Tractatus de catarrho, 1536 (lire en ligne).
- (la) Girolamo Accoramboni, Tractatus de natura et usu lactis, 1538 (lire en ligne).